# Cham Morād
Cham Morād (persiska: چم مراد) är en ort i Iran.   Den ligger i provinsen Khuzestan, i den centrala delen av landet, 600 km söder om huvudstaden Teheran. Cham Morād ligger 11 meter över havet och antalet invånare är 338.
Terrängen runt Cham Morād är mycket platt. Runt Cham Morād är det ganska tätbefolkat, med 62 invånare per kvadratkilometer. Närmaste större samhälle är Hendījān, 4,9 km sydväst om Cham Morād. Trakten runt Cham Morād är ofruktbar med lite eller ingen växtlighet.